# Rotmanka
Rotmanka (do 31 grudnia 2002 Rotmanki, niem. Rottmannsdorf, kaszb. Ròtmankô) – osada, siedziba sołectwa w województwie pomorskim, w powiecie gdańskim, w gminie Pruszcz Gdański.
W Rotmance mieści się Zespół Szkół im. Karola Wojtyły (Nazwa została nadana dnia 10 listopada 2005 w obecności arcybiskupa Tadeusza Gocłowskiego), Przedszkole niepubliczne "Wesoła Nutka", Przedszkole niepubliczne "Słoneczny Domek Małego Odkrywcy", kościół pw. św. Faustyny Kowalskiej, dom spokojnej starości, sklepy i inne zakłady pracy. Miejscowość posiada połączenia autobusowe z Gdańskiem, Pruszczem Gdańskim, Straszynem oraz Kolbudami liniami 132, 823, 837, 838.
Miejscowość jest siedzibą parafii rzymskokatolickiej (parafia św. Faustyny Kowalskiej), należącej do dekanatu Pruszcz Gdański w archidiecezji gdańskiej.
Od 2012 roku datuje się powstanie nowych osiedli mieszkaniowych składające się z domów wielorodzinnych, w tym Osiedle Sambora, Osiedle za Potokiem, Trzeci Wymiar. Powstały dwa supermarkety: Lidl i Biedronka. Są również małe sklepy: Delikatesy Centrum, Żabka, warzywniak "U Asi", Fryzjer, sklep z używaną odzieżą, Apteka.

## Położenie
Rotmanka od północy graniczy z miastem Gdańsk, zaś od wschodu z Pruszczem Gdańskim. Granicę zachodnią i południową wyznacza obwodnica Trójmiasta. Miejscowość posiada połączenia autobusowe z Gdańskiem (linie 132, 823) i Pruszczem Gdańskim (linie 837 i 838).

## Historia
Wieś została założona w 1454. Osiedle mieszkaniowe, liczące ponad 800 działek budowlanych, wybudowano na jej terenach w latach 80. XX w. Pierwsi mieszkańcy wprowadzili się do domów w 1991. W 1994 przy ul. Świerkowej powstał niewielki oddział szkolny. W 2001 tutejsza spółdzielnia mieszkaniowa przekazała gminie 2-hektarową działkę z przeznaczeniem na budowę szkoły, która powstała w 2004. W 2009 otwarto przy niej halę sportową, a w 2012 boisko typu Orlik. W 2016 oddano do użytku nowe skrzydło szkoły, do której uczęszcza ponad 750 uczniów.
1 stycznia 2003 nastąpiła zmiana nazwy z Rotmanki na Rotmanka.
W północnej części wsi znajduje się park leśny, będący zrewaloryzowaną w 2012 pozostałością po tutejszym zespole dworsko-parkowym z przełomu XIX i XX wieku z pięknym, 150-letnim starodrzewem (klony pospolite, buki, sosny wejmutki, lipy i dęby szypułkowe). Na mapach z początku XX wieku widoczne jest w tym miejscu założenie parkowe z alejkami i sadem. W 1945 (i wcześniej, w dobie wojen napoleońskich) miejsce działań wojennych. Po 11 lutego 1949 założenie dworsko-parkowe zostało przekształcone w Państwowe Gospodarstwo Rolne. Na szczycie wzniesienia w parku do niedawna znajdowały się pozostałości nagrobków, prawdopodobnie pochodzące z grobów rodowych dawnych właścicieli.
9 kwietnia 2011 w lesie przy Sosnowej otwarto ścieżkę przyrodniczo-edukacyjną długości 992 m z 7 tablicami informacyjnymi. W latach 2015–2016 utwardzoną nawierzchnię uzyskała ulica Kościelna, a w 2016 – Tulipanowa i Łąkowa.